# One of the Boys (singl)
"One of the Boys" je prvi promotivni singl američke pjevačice Katy Perry objavljen 18. studenog 2008. pod izdavačkom kućom Capitol Records u Australiji s njenog debitantskog albuma One of the Boys.

## O pjesmi
Tijekom studenog 2008. u Australiji su dvije pjesme izdane kao singlovi od Katy Perry. Za razliku od singla "Hot N Cold", koji je dospio na četvrto mjesto ljestvice singlova, "One of the Boys" je bio manje uspješan, zauzevši 40. mjesto ljestvice singlova. Katy je prilikom jednog intervjua izjavila da planira pjesmu izdati kao singl te snimit spot.

## Popis pjesama

### Australski promotivni digitalni singl
1. "One of the Boys"

## Top ljestvice
| Ljestvice (2008.) | Najviša pozicija |
| ----------------- | ---------------- |
| Australija        | 40               |

## Certifikacije
| Država     | Certifikacija |
| ---------- | ------------- |
| Australija | zlatna        |